# کوئینسی شمالی (ایلینوی)
کوئینسی شمالی (به انگلیسی: North Quincy) یک منطقهٔ مسکونی در ایالات متحده آمریکا است که در ایلینوی واقع شده‌است.